# Emancipation
| Оценки критиков               | Оценки критиков |
| Источник                      | Оценка          |
| ----------------------------- | --------------- |
| AllMusic                      | [ 1 ]           |
| Blender                       | [ 2 ]           |
| Robert Christgau              | A−              |
| Entertainment Weekly          | B               |
| The Independent               | негативно       |
| The Rolling Stone Album Guide | [ 6 ]           |
| Spin                          | (7/10)          |

Emancipation (с англ. — «Высвобождение, раскрепощение») — девятнадцатый студийный альбом американского певца Принса, выпущенный 19 ноября 1996 года и впервые на лейблах NPG Records и EMI Records. Ранее 18 лет музыкант издавался на лейбле  Warner Bros. Records и название как бы свидетельствует об этом освобождении от кабального контракта (с которым он боролся несколько последних лет).
Это первый альбом музыканта из трёх дисков продолжительностью в 3 часа и на оригинальном музыкальном материале (без компиляций). Альбом стал для Принса третьим релизом за один календарный год после Chaos and Disorder и саундтрека фильма Спайка Ли Girl 6.
Emancipation достиг восемнадцатого места в хит-параде Великобритании и был на позиции № 11 в американском чарте Billboard 200, и в итоге получил платиновый статус в Канаде и в США.

## Список композиций
Автор всех композиций Принс, кроме обозначенных.

### Диск 1
1. «Jam of the Year» — 6:09
2. «Right Back Here in My Arms» — 4:43
3. «Somebody's Somebody» (Prince, Brenda Lee Eager, Hilliard Wilson) — 4:43
4. «Get Yo Groove On» — 6:31
5. «Courtin' Time» — 2:46
6. «Betcha by Golly Wow!» (Thom Bell, Linda Creed) — 3:31
7. «We Gets Up» — 4:18
8. «White Mansion» — 4:47
9. «Damned if I Do» — 5:21
10. «I Can’t Make U Love Me» (Mike Reid, Allen Shamblin) — 6:37
11. «Mr. Happy» — 4:46
12. «In This Bed I Scream» — 5:40

### Диск 2
1. «Sex in the Summer» — 5:57
2. «One Kiss at a Time» — 4:41
3. «Soul Sanctuary» (Prince, Sandra St. Victor, Thomas Hammer, Jonathan Kemp) — 4:41
4. «Emale» — 3:38
5. «Curious Child» — 2:57
6. «Dreamin' About U» — 3:52
7. «Joint 2 Joint» — 7:52
8. «The Holy River» — 6:55
9. «Let’s Have a Baby» — 4:07
10. «Saviour» — 5:48
11. «The Plan» — 1:47
12. «Friend, Lover, Sister, Mother/Wife» — 7:37

### Диск 3
1. «Slave» — 4:51
2. «New World» — 3:43
3. «The Human Body» — 5:42
4. «Face Down» — 3:17
5. «La, La, La Means I Love U» (Thom Bell, William Hart) — 3:59
6. «Style» — 6:40
7. «Sleep Around» — 7:42
8. «Da, Da, Da» — 5:15
9. «My Computer» — 4:37
10. «One of Us» (Eric Bazilian) — 5:19
11. «The Love We Make» — 4:39
12. «Emancipation» — 4:12

## Чарты
| Чарт (1996)     | Высшая позиция |
| --------------- | -------------- |
| Германия        | 21             |
| Швейцария       | 1              |
| UK Albums Chart | 18             |
| Billboard 200   | 11             |

## Синглы вHot 100
- «Betcha by Golly Wow!» (#31 US Airplay, #10 US R&B Airplay, #11 UK, #20 Австралия)

1. «Betcha by Golly Wow!»
2. «Right Back Here in My Arms»

- «The Holy River» (UK CD 1) (#58 US Airplay, #19 UK)

1. «The Holy River» (радиоверсия)
2. «Somebody’s Somebody» (edit)
3. «Somebody’s Somebody» (живой студийный микс)
4. «Somebody’s Somebody» (Ultrafantasy Edit)

- «Somebody's Somebody» (Promo CD) (#15 US R&B Airplay, #19 UK)

1. «Somebody’s Somebody» (радиоверсия)
2. «Somebody’s Somebody» (альбомная версия)

## Сертификации
| Регион | Сертификация  | Продажи    |
| --- | ------------- | ---------- |
| Канада (Music Canada) | Платиновый    | 100 000^   |
| США (RIAA) | 2× Платиновый | 2 000 000^ |
| * Данные о продажах приведены только на основе сертификации. ^ Данные о тиражах приведены только на основе сертификации. |               |            |